# Torneo Argentino A 1995-96
El Torneo Argentino A 1995-96 fue la primera temporada de la competencia, perteneciente a la tercera categoría del fútbol argentino, en el orden de los clubes indirectamente afiliados a la AFA. 
El campeón y el subcampeón fueron, respectivamente, Juventud Antoniana y Cipolletti. Con ello lograron los dos primeros ascensos a la B Nacional. También ascendieron Chaco For Ever, Aldosivi, Gimnasia y Esgrima (CdU) y Olimpo.

## Ascensos y descensos
| Pos. | Ascendidos del Torneo del Interior 1994/95 |
| ---- | ------------------------------------------ |
| 1°   | San Martín (SJ)                            |

| Descendidos del Nacional B 1994/95 |
| ---------------------------------- |
| No hubo                            |

| Incorporados de las ligas regionales                                         |
| ---------------------------------------------------------------------------- |
| Treinta y dos (32) equipos ganadores de las plazas de sus ligas respectivas. |

## Modo de disputa
En la primera fase se agrupó a los 32 equipos en 4 zonas de 8 equipos dependiendo su ubicación geográfica, cada equipo jugaba 2 veces contra los demás, una de local y otra de visitante. Al cabo de los primeros 14 partidos, los mejores 4 equipos avanzaban a la zona campeonato, mientras que los peores 4 avanzaban a la zona permanencia, donde nuevamente eran agrupados según su ubicación geográfica. 
En la zona campeonato, los equipos se agrupaban en 2 zonas de 8 equipos, donde avanzaban los 5 mejores a la tercera fase, y los 3 peores quedaban fuera del torneo, en la zona permanencia, los equipos se dividieron también en 2 zonas, donde los 2 peores de cada zona jugarían entre sí un cuadrangular final, para determinar los 2 descensos.
En la tercera fase del torneo, los 10 equipos de la fase zona campeonato previa, más 2 equipos provenientes del Torneo Argentino B, jugaron en 2 grupos de 6 equipos cada uno. Al finalizar, los mejores equipos de cada grupo jugaron la final para determinar el campeón del torneo.
Ascensos adicionales
Más adelante en el torneo, la AFA decidió reestructurar la siguiente temporada de la segunda división y por ello otorgó más ascensos.

## Equipos participantes
| Club                     | Localidad                           | Provincia           | Liga de origen                           |
| ------------------------ | ----------------------------------- | ------------------- | ---------------------------------------- |
| Aldosivi                 | Mar del Plata                       | Buenos Aires        | Liga Marplatense de Fútbol               |
| Alvarado                 | Mar del Plata                       | Buenos Aires        | Liga Marplatense de Fútbol               |
| Andino                   | La Rioja                            | La Rioja            | Liga Riojana de Fútbol                   |
| CAI                      | Comodoro Rivadavia                  | Chubut              | Liga de Fútbol de Comodoro Rivadavia     |
| Central Norte            | Salta                               | Salta               | Liga Salteña de Fútbol                   |
| Chaco For Ever           | Resistencia                         | Chaco               | Liga Chaqueña de fútbol                  |
| Cipoletti                | Cipolletti                          | Río Negro           | Liga Deportiva Confluencia               |
| Concepción FC            | Concepción                          | Tucumán             | Liga Tucumana de Fútbol                  |
| Cultural Argentino       | General Pico                        | La Pampa            | Liga Pampeana de Fútbol                  |
| Deportivo Patagones      | Carmen de Patagones                 | Buenos Aires        | Liga Rionegrina de Fútbol                |
| Deportivo Roca           | General Roca                        | Río Negro           | Liga Deportiva Confluencia               |
| Desamparados             | San Juan                            | San Juan            | Liga Sanjuanina de Fútbol                |
| Estación Quequén         | Necochea                            | Buenos Aires        | Liga Necochense de Fútbol                |
| Estudiantes (RC)         | Río Cuarto                          | Córdoba             | Liga Regional de fútbol de Río Cuarto    |
| Ferrocarril (C)          | Concordia                           | Entre Ríos          | Liga Concordiense de Fútbol              |
| General Belgrano         | Santa Rosa                          | La Pampa            | Liga Cultural de Fútbol                  |
| General Paz Juniors      | Córdoba                             | Córdoba             | Liga Cordobesa de Fútbol                 |
| Germinal                 | Rawson (Chubut)                     | Chubut              | Liga del Valle del Chubut                |
| Gimnasia y Esgrima (CdU) | Concepción del Uruguay              | Entre Ríos          | Liga de fútbol de Concepción del Uruguay |
| Grupo Universitario      | Tandil                              | Buenos Aires        | Liga Tandilense de Fútbol                |
| Guaraní Antonio Franco   | Posadas                             | Misiones            | Liga Posadeña de Fútbol                  |
| Huracán (SR)             | San Rafael                          | Mendoza             | Liga Sanrafaelina de Fútbol              |
| Independiente Rivadavia  | Mendoza                             | Mendoza             | Liga Mendocina de Fútbol                 |
| Juventud Alianza         | Santa Lucía                         | San Juan            | Liga Sanjuanina de Fútbol                |
| Juventud Antoniana       | Salta                               | Salta               | Liga Salteña de Fútbol                   |
| Olimpo                   | Bahía Blanca                        | Buenos Aires        | Liga del Sur                             |
| Patronato                | Paraná                              | Entre Ríos          | Liga Paranaense de Fútbol                |
| San Martín (F)           | Formosa                             | Formosa             | Liga Formoseña de Fútbol                 |
| San Martín (M)           | San Martín                          | Mendoza             | Liga Mendocina de Fútbol                 |
| Unión Santiago           | Santiago del Estero                 | Santiago del Estero | Liga Santiagueña de Fútbol               |
| Villa Cubas              | San Fernando del Valle de Catamarca | Catamarca           | Liga Catamarqueña de Fútbol              |
| Villa Mitre              | Bahía Blanca                        | Buenos Aires        | Liga del Sur                             |

### Equipos que más tarde se sumaron provenientes delTorneo Argentino B 1995-96
| Club                | Localidad | Provincia    | Liga de origen              |
| ------------------- | --------- | ------------ | --------------------------- |
| Almirante Brown (A) | Arrecifes | Buenos Aires | Liga de fútbol de Arrecifes |
| Mataderos           | Necochea  | Buenos Aires | Liga Necochense de Fútbol   |

### Distribución geográfica
| Región                           | Equipos |
| -------------------------------- | ------- |
| Provincia de Buenos Aires        | 7 (+2)  |
| Provincia de Catamarca           | 1       |
| Provincia del Chaco              | 1       |
| Provincia del Chubut             | 2       |
| Provincia de Córdoba             | 2       |
| Provincia de Corrientes          | 0       |
| Provincia de Entre Ríos          | 3       |
| Provincia de Formosa             | 1       |
| Provincia de Jujuy               | 0       |
| Provincia de La Pampa            | 2       |
| Provincia de La Rioja            | 1       |
| Provincia de Mendoza             | 3       |
| Provincia de Misiones            | 1       |
| Provincia del Neuquén            | 0       |
| Provincia de Río Negro           | 2       |
| Provincia de Salta               | 2       |
| Provincia de San Juan            | 2       |
| Provincia de San Luis            | 0       |
| Provincia de Santa Cruz          | 0       |
| Provincia de Santa Fe            | 0       |
| Provincia de Santiago del Estero | 1       |
| Provincia de Tierra del Fuego    | 0       |
| Provincia de Tucumán             | 1       |
| Total                            | 32      |

## Primera fase
La primera fase constó de 4 grupos o zonas de 8 equipos cada una. En cada zona, cada equipo jugaba dos veces contra los otros, una vez de local, y otra de visitante. Los partidos finalizaban a cabo de los 90 minutos, dando 3 puntos al ganador, 1 en caso de empate y 0 en caso de perder. 

### Zona noroeste
| Pos | Equipo                | Pts | PJ | PG | PE | PP | GF | GC | Dif |
| --- | --------------------- | --- | -- | -- | -- | -- | -- | -- | --- |
| 1.º | Concepción FC         | 25  | 14 | 7  | 4  | 3  | 18 | 8  | 10  |
| 2.º | Juventud Antoniana    | 24  | 14 | 7  | 3  | 4  | 11 | 9  | 2   |
| 3.º | Desamparados          | 19  | 14 | 4  | 7  | 3  | 16 | 15 | 1   |
| 4.º | Juventud Alianza      | 17  | 14 | 4  | 5  | 5  | 9  | 8  | 1   |
| 5.º | Andino                | 17  | 14 | 4  | 5  | 5  | 10 | 19 | -9  |
| 6.º | Unión Santiago        | 16  | 14 | 3  | 7  | 4  | 21 | 18 | 3   |
| 7.º | Central Norte (Salta) | 15  | 14 | 3  | 6  | 5  | 11 | 13 | -2  |
| 8.º | Villa Cubas           | 14  | 14 | 3  | 5  | 6  | 13 | 19 | -6  |

| Clasificado para Zona Campeonato  |
| Clasificado para Zona Permanencia |

| Juventud Antoniana | 1 - 0 | Central Norte (S) |
| Villa Cubas        | 0 - 1 | Concepción FC     |
| Desamparados       | 0 - 0 | Juventud Alianza  |
| Andino             | 2 - 0 | Unión Santiago    |

| Unión Santiago    | 1 - 1 | Juventud Antoniana |
| Juventud Alianza  | 0 - 0 | Andino SC          |
| Concepción FC     | 4 - 0 | Desamparados       |
| Central Norte (S) | 1 - 0 | Villa Cubas        |

| Juventud Antoniana | 1 - 0 | Villa Cubas       |
| Desamparados       | 0 - 0 | Central Norte (S) |
| Andino             | 0 - 2 | Concepción FC     |
| Unión Santiago     | 0 - 1 | Juventud Unida    |

| Juventud Alianza | 0 - 0 | Juventud Antoniana |
| Concepción FC    | 3 - 1 | Unión Santiago     |
| Central Norte    | 1 - 1 | Andino             |
| Villa Cubas      | 2 - 2 | Desamparados       |

| Juventud Antoniana | 1 - 0 | Desamparados      |
| Andino             | 0 - 3 | Villa Cubas       |
| Unión Santiago     | 1 - 1 | Central Norte (S) |
| Juventud Alianza   | 2 - 0 | Concepción FC     |

| Concepción FC | 0 - 0 | Juventud Antoniana |
| Central Norte | 2 - 0 | Juventud Alianza   |
| Villa Cubas   | 1 - 1 | Unión Santiago     |
| Desamparados  | 1 - 1 | Andino             |

| Juventud Alianza | 2 - 0 | Andino            |
| Unión Santiago   | 3 - 1 | Desamparados      |
| Juventud Alianza | 2 - 0 | Villa Cubas       |
| Concepción FC    | 0 - 0 | Central Norte (S) |

| Central Norte (S) | 1 - 0 | Juventud Antoniana |
| Concepción FC     | 0 - 0 | Villa Cubas        |
| Juventud Alianza  | 0 - 1 | Desamparados       |
| Unión Santiago    | 5 - 2 | Andino             |

| Juventud Antoniana | 2 - 1 | Unión Santiago    |
| Andino             | 1 - 0 | Juventud Alianza  |
| Desamparados       | 4 - 1 | Concepción FC     |
| Villa Cubas        | 1 - 0 | Central Norte (S) |

| Villa Cubas       | 3 - 1 | Juventud Antoniana |
| Central Norte     | 1 - 1 | Desamparados       |
| Concepción FC     | 4 - 0 | Andino             |
| Juventuda Alianza | 0 - 0 | Unión Santiago     |

| Juventud Antoniana | 1 - 0 | Juventud Unida    |
| Unión Santiago     | 0 - 0 | Concepción FC     |
| Andino             | 2 - 1 | Central Norte (S) |
| Desamparados       | 3 - 0 | Villa Cubas       |

| Desamparados      | 2 - 1 | Juventud Antoniana |
| Villa Cubas       | 0 - 0 | Andino             |
| Central Norte (S) | 2 - 2 | Unión Santiago     |
| Concepción FC     | 1 - 0 | Juventud Alianza   |

| Juventud Antoniana | 1 - 0 | Concepción FC     |
| Juventud Alianza   | 2 - 0 | Central Norte (S) |
| Unión Santiago     | 5 - 1 | Villa Cubas       |
| Andino             | 0 - 0 | Desamparados      |

| Andino        | 1 - 0 | Juventud Antoniana |
| Desamparados  | 1 - 1 | Unión Santiago     |
| Villa Cubas   | 2 - 2 | Juventud Alianza   |
| Central Norte | 1 - 2 | Concepción FC      |

### Zona centro
| Pos | Equipo                  | Pts | PJ | PG | PE | PP | GF | GC | Dif |
| --- | ----------------------- | --- | -- | -- | -- | -- | -- | -- | --- |
| 1.º | San Martín (M)          | 27  | 14 | 8  | 3  | 3  | 21 | 21 | 0   |
| 2.º | Independiente Rivadavia | 25  | 14 | 7  | 4  | 3  | 29 | 14 | 15  |
| 3.º | Huracán (SR)            | 24  | 14 | 7  | 3  | 4  | 20 | 18 | 2   |
| 4.º | Alvarado                | 23  | 14 | 7  | 2  | 5  | 21 | 15 | 6   |
| 5.º | Aldosivi                | 22  | 14 | 6  | 4  | 4  | 23 | 13 | 10  |
| 6.º | Cultural Argentino      | 16  | 14 | 4  | 4  | 6  | 13 | 19 | -6  |
| 7.º | Estación Quequén        | 15  | 14 | 4  | 3  | 7  | 14 | 15 | -1  |
| 8.º | Grupo Universitario     | 3   | 14 | 0  | 3  | 11 | 8  | 34 | -26 |

| Clasificado para Zona Campeonato  |
| Clasificado para Zona Permanencia |

| Independiente Rivadavia | 4 - 0 | San Martín (M)     |
| Aldosivi                | 0 - 1 | Alvarado           |
| Estación Quequén        | 0 - 0 | Huracán (SR)       |
| Grupo Universitario     | 0 - 3 | Cultural Argentino |

| Huracán (SR)       | 2 - 3 | Independiente RIvadavia |
| Cultural Argentino | 0 - 0 | Aldosivi                |
| San Martín (M)     | 1 - 1 | Grupo Universitario     |
| Alvarado           | 2 - 3 | Estación Quequén        |

| Independiente Rivadavia | 3 - 1 | Alvarado        |
| Aldosivi                | 1 - 1 | Estación Queuén |
| Grupo Universitario     | 1 - 1 | Huracán (SR)    |
| Cultural Argentino      | 1 - 2 | San Martín (M)  |

| San Martín (M)   | 1 - 0 | Aldosivi                |
| Huracán (SR)     | 3 - 0 | Cultural Argentino      |
| Alvarado         | 2 - 0 | Grupo Universitario     |
| Estación Quequén | 0 - 1 | Independiente Rivadavia |

| Aldosivi            | 2 - 1 | Independiente RIvadavia |
| Grupo Universitario | 1 - 3 | Estación Quequén        |
| Cultural Argentino  | 4 - 2 | Alvarado                |
| San Martín (M)      | 5 - 2 | Huracán (SR)            |

| Huracán (SR)            | 1 - 0 | Aldosivi            |
| Alvarado                | 4 - 0 | San Martín (M)      |
| Estación Quequén        | 0 - 0 | Cultural Argentino  |
| Independiente Rivadavia | 6 - 0 | Grupo Universitario |

| Aldosivi           | 3 - 0 | Grupo Universitario     |
| Cultural Argentino | 0 - 0 | Independiente Rivadavia |
| San Martín (M)     | 1 - 0 | Estación Quequén        |
| Huracán (SR)       | 2 - 1 | Alvarado                |

| Alvarado           | 1 - 0 | Aldosivi                |
| Huracán (SR)       | 1 - 0 | Estación Quequén        |
| San Martín (M)     | 2 - 1 | Independiente Rivadavia |
| Cultural Argentino | 2 - 1 | Grupo Universitario     |

| Aldosivi            | 3 - 0 | Cultural Argentino |
| Grupo Universitario | 2 - 3 | San Martín (M)     |
| Independiente       | 1 - 2 | Huracán (SR)       |
| Estación Quequén    | 0 - 1 | Alvarado           |

| Estación Quequén | 2 - 3 | Aldosivi                |
| Alvarado         | 1 - 1 | Independiente RIvadavia |
| Huracán (SR)     | 2 - 0 | Grupo Universitario     |
| San Martín (M)   | 1 - 1 | Cultural Argentino      |

| Independiente Rivadavia | 3 - 1 | Estación Queuqén |
| Aldosivi                | 2 - 2 | San Martín (M)   |
| Cultural Argentino      | 2 - 0 | Huracán (SR)     |
| Grupo Universitario     | 0 - 1 | Alvarado         |

| Independiente Rivadavia | 1 - 1 | Aldosivi            |
| Estación Quequén        | 2 - 0 | Grupo Universitario |
| Alvarado                | 3 - 0 | Cultural Argentino  |
| Huracán (SR)            | 2 - 0 | San Martín (M)      |

| Aldosivi            | 5 - 2 | HUracán (SR)            |
| San Martín (M)      | 2 - 1 | Alvarado                |
| Cultural Argentino  | 0 - 2 | Estación Quequén        |
| Grupo Universitario | 2 - 2 | Independiente Rivadavia |

| Grupo Universitario     | 0 - 3 | Aldosivi           |
| Independiente Rivadavia | 2 - 0 | Cultural Argentino |
| Estación Quequén        | 0 - 1 | San Martín (M)     |
| Alvarado                | 0 - 0 | Huracán (SR)       |

### Zona sur
| Pos | Equipo              | Pts | PJ | PG | PE | PP | GF | GC | Dif |
| --- | ------------------- | --- | -- | -- | -- | -- | -- | -- | --- |
| 1.º | Villa Mitre         | 26  | 14 | 8  | 2  | 4  | 22 | 13 | 9   |
| 2.º | Cipolletti          | 25  | 14 | 8  | 1  | 5  | 17 | 16 | 1   |
| 3.º | Germinal            | 23  | 14 | 6  | 5  | 3  | 18 | 7  | 11  |
| 4.º | Olimpo              | 23  | 14 | 6  | 5  | 3  | 28 | 14 | 14  |
| 5.º | Deportivo Patagones | 20  | 14 | 6  | 2  | 6  | 22 | 19 | 3   |
| 6.º | Deportivo Roca      | 19  | 14 | 5  | 4  | 5  | 14 | 12 | 2   |
| 7.º | General Belgrano    | 13  | 14 | 2  | 7  | 5  | 8  | 13 | -5  |
| 8.º | CAI                 | 5   | 14 | 1  | 2  | 11 | 8  | 43 | -35 |

| Clasificado para Zona Campeonato  |
| Clasificado para Zona Permanencia |

| Olimpo         | 2 - 3 | Villa Mitre           |
| CAI            | 1 - 2 | Deportivo Patagones   |
| Deportivo Roca | 0 - 1 | Cipolletti            |
| Germinal       | 0 - 0 | General Belgrano (SR) |

| General Belgrano (SR) | 0 - 0 | Olimpo         |
| Cipolletti            | 1 - 0 | Germinal       |
| Deportivo Patagones   | 1 - 0 | Deportivo Roca |
| Villa Mitre           | 3 - 1 | CAI            |

| Olimpo                | 5 - 1 | CAI                 |
| Deportivo Roca        | 1 - 0 | Villa Mitre         |
| Germinal              | 1 - 0 | Deportivo Patagones |
| General Belgrano (SR) | 0 - 1 | Cipolletti          |

| Cipolletti          | 0 - 0 | Olimpo                |
| Deportivo Patagones | 1 - 1 | General Belgrano (SR) |
| Villa Mitre         | 0 - 3 | Germinal              |
| CAI                 | 2 - 2 | Deportivo Roca        |

| Olimpo                | 1 - 1 | Deportivo Roca      |
| Germinal              | 3 - 0 | CAI                 |
| General Belgrano (SR) | 3 - 1 | Villa Mitre         |
| Cipolletti            | 1 - 0 | Deportivo Patagones |

| Deportivo Patagones | 2 - 3 | Olimpo                |
| Villa Mitre         | 1 - 0 | Cipolletti            |
| CAI                 | 0 - 0 | General Belgrano (SR) |
| Deportivo Roca      | 0 - 1 | Germinal              |

| Olimpo                | 1 - 1 | Germinal       |
| General Belgrano (SR) | 0 - 0 | Deportivo Roca |
| Cipolletti            | 3 - 1 | CAI            |
| Deportivo Patagones   | 1 - 0 | Villa Mitre    |

| Villa Mitre           | 2 - 1 | Olimpo         |
| Deportivo Patagones   | 7 - 0 | CAI            |
| Cipolletti            | 2 - 1 | Deportivo Roca |
| General Belgrano (SR) | 0 - 0 | Germinal       |

| Olimpo         | 2 - 0 | General Belgrano (SR) |
| Germinal       | 3 - 1 | Cipolletti            |
| Deportivo Roca | 1 - 0 | Deportivo Patagones   |
| CAI            | 0 - 6 | Villa Mitre           |

| CAI                 | 0 - 4 | Olimpo                |
| Villa Mitre         | 2 - 0 | Deportivo Roca        |
| Deportivo Patagones | 3 - 2 | Germinal              |
| Cipolletti          | 3 - 1 | General Belgrano (SR) |

| Olimpo                | 5 - 1 | Cipolletti          |
| General Belgrano (SR) | 1 - 3 | Deportivo Patagones |
| Germinal              | 0 - 1 | Villa Mitre         |
| Deportivo Roca        | 3 - 1 | CAI                 |

| Deportivo Roca      | 3 - 0 | Olimpo                |
| CAI                 | 0 - 4 | Germinal              |
| Villa Mitre         | 0 - 0 | General Belgrano (SR) |
| Deportivo Patagones | 1 - 3 | Cipolletti            |

| Olimpo                | 4 - 0 | Deportivo Patagones |
| Cipolletti            | 0 - 2 | Villa Mitre         |
| General Belgrano (SR) | 1 - 0 | CAI                 |
| Germinal              | 0 - 0 | Deportivo Roca      |

| Germinal       | 0 - 0 | Olimpo                |
| Deportivo Roca | 2 - 1 | General Belgrano (SR) |
| CAI            | 1 - 0 | Cipolletti            |
| Villa Mitre    | 1 - 1 | Deportivo Patagones   |

### Zona noreste
| Pos | Equipo                   | Pts | PJ | PG | PE | PP | GF | GC | Dif |
| --- | ------------------------ | --- | -- | -- | -- | -- | -- | -- | --- |
| 1.º | Estudiantes (RC)         | 27  | 14 | 8  | 3  | 3  | 21 | 14 | 7   |
| 2.º | Gimnasia y Esgrima (CdU) | 24  | 14 | 7  | 3  | 4  | 17 | 15 | 2   |
| 3.º | General Paz Juniors      | 19  | 14 | 5  | 4  | 5  | 19 | 20 | -1  |
| 4.º | Chaco For Ever           | 19  | 14 | 4  | 7  | 3  | 17 | 12 | 5   |
| 5.º | Ferrocarril (C)          | 18  | 14 | 5  | 3  | 6  | 20 | 22 | -2  |
| 6.º | Guaraní Antonio Franco   | 16  | 14 | 4  | 4  | 6  | 13 | 15 | -2  |
| 7.º | San Martín (F)           | 14  | 14 | 3  | 5  | 6  | 13 | 18 | -5  |
| 8.º | Patronato                | 14  | 14 | 3  | 5  | 6  | 11 | 15 | -4  |

| Clasificado para Zona Campeonato  |
| Clasificado para Zona Permanencia |

| General Paz Juniors | 0 - 0 | San Martín (F)   |
| Chaco For Ever      | 0 - 0 | Guaraní AF       |
| Gimnasia (CdU)      | 2 - 0 | Estudiantes (RC) |
| Ferrocarril (C)     | 0 - 1 | Patronato        |

| Patronato        | 0 - 0 | General Paz Juniors |
| Estudiantes (RC) | 1 - 0 | Ferrocarril (C)     |
| Guaraní AF       | 2 - 0 | Gimnasia (CdU)      |
| San Martín (F)   | 2 - 2 | Chaco For Ever      |

| General Paz Juniors | 1 - 0 | Chaco For Ever   |
| Gimnasia (CdU)      | 1 - 0 | San Martín (F)   |
| Ferrocarril (C)     | 1 - 1 | Guaraní AF       |
| Patronato           | 1 - 1 | Estudiantes (RC) |

| Estudiantes (RC) | 1 - 0 | General Paz Juniors |
| Guaraní AF       | 2 - 0 | Patronato           |
| San Martín (F)   | 1 - 0 | Ferrocarril (C)     |
| Chaco For Ever   | 1 - 1 | Gimnasia (CdU)      |

| General Paz Juniors | 5 - 1 | Gimnasia (CdU) |
| Ferrocarril (C)     | 2 - 1 | Chaco For Ever |
| Patronato           | 1 - 0 | San Martín (F) |
| Estudiantes (RC)    | 4 - 1 | Guaraní AF     |

| Guaraní AF     | 2 - 0 | General Paz Juniors |
| San Martín (F) | 2 - 0 | Estudiantes (RC)    |
| Chaco For Ever | 1 - 0 | Patronato           |
| Gimnasia (CdU) | 2 - 0 | Ferrocarril (C)     |

| General Paz Juniors | 2 - 3 | Ferrocarril (C) |
| Patronato           | 0 - 0 | Gimnasia (CdU)  |
| Estudiantes (RC)    | 2 - 2 | Chaco For Ever  |
| Guaraní AF          | 1 - 2 | San Martín (F)  |

| San Martín (F)   | 2 - 2 | General Paz Juniors |
| Guaraní AF       | 0 - 0 | Chaco For Ever      |
| Estudiantes (RC) | 1 - 0 | Gimnasia (CdU)      |
| Patronato        | 1 - 2 | Ferrocarril (C)     |

| General Paz Juniors | 2 - 1 | Patronato        |
| Ferrocarril (C)     | 1 - 2 | Estudiantes (RC) |
| Gimnasia (CdU)      | 1 - 0 | Guaraní AF       |
| Chaco For Ever      | 4 - 1 | San Martín (F)   |

| Chaco For Ever   | 2 - 0 | General Paz Juniors |
| San Martín (F)   | 1 - 1 | Gimnasia (CdU)      |
| Guaraní AF       | 2 - 3 | Ferrocarril (C)     |
| Estudiantes (RC) | 2 - 1 | Patronato           |

| General Paz Juniors | 4 - 3 | Estudiantes (RC) |
| Patronato           | 1 - 1 | Guaraní AF       |
| Ferrocarril (C)     | 2 - 2 | San Martín (F)   |
| Gimnasia (CdU)      | 1 - 0 | Chaco For Ever   |

| Gimnasia (CdU) | 3 - 0 | General Paz Juniors |
| Chaco For Ever | 2 - 0 | Ferrocarril (C)     |
| San Martín (F) | 0 - 1 | Patronato           |
| Guaraní AF     | 0 - 2 | Estudiantes (RC)    |

| General Paz Juniors | 1 - 0 | Guaraní AF     |
| Estudiantes (RC)    | 2 - 0 | San Martín (F) |
| Patronato           | 2 - 2 | Chaco For Ever |
| Ferrocarril (C)     | 4 - 2 | Gimnasia (CdU) |

| Ferrocarril (C) | 2 - 2 | General Paz Juniors |
| Gimnasia (CdU)  | 2 - 1 | Patronato           |
| Chaco For Ever  | 0 - 0 | Estudiantes (RC)    |
| San Martín (F)  | 0 - 1 | Guaraní AF          |

## Segunda fase

### Zona campeonato
La "zona campeonato" estaba conformada por los 16 equipos clasificados de la fase previa, divididos en 2 zonas. En cada zona, cada equipo jugaba dos veces contra los otros, una vez de local, y otra de visitante. Los partidos finalizaban a cabo de los 90 minutos, dando 3 puntos al ganador, 1 en caso de empate y 0 en caso de perder. 

#### Zona A
| Pos | Equipo                  | Pts | PJ | PG | PE | PP | GF | GC | Dif |
| --- | ----------------------- | --- | -- | -- | -- | -- | -- | -- | --- |
| 1.º | Cipolletti              | 23  | 14 | 7  | 2  | 5  | 30 | 20 | 10  |
| 2.º | Independiente Rivadavia | 21  | 14 | 6  | 3  | 5  | 21 | 21 | 0   |
| 3.º | Germinal                | 20  | 14 | 6  | 2  | 6  | 22 | 16 | 6   |
| 4.º | Huracán (SR)            | 20  | 14 | 5  | 5  | 4  | 18 | 15 | 3   |
| 5.º | Villa Mitre             | 20  | 14 | 6  | 2  | 6  | 19 | 26 | -7  |
| 6.º | Olimpo                  | 19  | 14 | 5  | 4  | 5  | 24 | 19 | 5   |
| 7.º | Alvarado                | 17  | 14 | 4  | 5  | 5  | 20 | 29 | -9  |
| 8.º | San Martín (M)          | 15  | 14 | 4  | 3  | 7  | 19 | 27 | -8  |

| Clasifica a la tercera fase |

| Huracán (SR)            | 2 - 1 | Germinal       |
| Independiente RIvadavia | 5 - 2 | Alvarado       |
| Olimpo                  | 6 - 1 | Villa Mitre    |
| Cipolletti              | 6 - 0 | San Martín (M) |

| San Martín (M) | 0 - 0 | Huracán (SR)            |
| Villa Mitre    | 0 - 1 | Cipolletti              |
| Alvarado       | 2 - 0 | Olimpo                  |
| Germinal       | 3 - 1 | Independiente Rivadavia |

| Huracán (SR)   | 0 - 0 | Independiente Rivadavia |
| Olimpo         | 0 - 1 | Germinal                |
| Cipolletti     | 7 - 3 | Alvarado                |
| San Martín (M) | 3 - 1 | Huracán (SR)            |

| Villa Mitre             | 3 - 2 | Huracán (SR)   |
| Alvarado                | 2 - 2 | San Martín (M) |
| Germinal                | 4 - 1 | Cipolletti     |
| Independiente Rivadavia | 1 - 1 | Olimpo         |

| Huracán (SR)   | 1 - 0 | Olimpo                  |
| Cipolletti     | 2 - 2 | Independiente Rivadavia |
| San Martín (M) | 1 - 0 | Germinal                |
| Villa Mitre    | 1 - 1 | Alvarado                |

| Alvarado                | 1 - 1 | Huracán (SR)   |
| Germinal                | 0 - 1 | Villa Mitre    |
| Independiente Rivadavia | 1 - 5 | San Martín (M) |
| Olimpo                  | 1 - 1 | Cipolletti     |

| Huracán (SR)   | 1 - 0 | Cipolletti              |
| San Martín (M) | 0 - 2 | Olimpo                  |
| Villa Mitre    | 2 - 1 | Independiente Rivadavia |
| Alvarado       | 2 - 1 | Germinal                |

| Villa Mitre    | 2 - 0 | Olimpo                  |
| Germinal       | 1 - 0 | Huracán (SR)            |
| Alvarado       | 0 - 1 | Independiente Rivadavia |
| San Martín (M) | 2 - 0 | Cipolletti              |

| Cipolletti              | 2 - 0 | Villa Mitre    |
| Huracán (SR)            | 0 - 0 | San Martín (M) |
| Olimpo                  | 0 - 0 | Alvarado       |
| Independiente Rivadavia | 2 - 0 | Germinal       |

| Independiente Rivadavia | 0 - 2 | Huracán (SR)   |
| Germinal                | 2 - 2 | Olimpo         |
| Alvarado                | 1 - 0 | Cipolletti     |
| Villa Mitre             | 1 - 0 | San Martín (M) |

| Huracán (SR)   | 4 - 2 | Villa Mitre             |
| San Martín (M) | 2 - 3 | Alvarado                |
| Cipolletti     | 2 - 0 | Germinal                |
| Olimpo         | 3 - 0 | Independiente Rivadavia |

| Olimpo                  | 2 - 1 | Huracán (SR)   |
| Independiente Rivadavia | 3 - 1 | Cipolletti     |
| Germinal                | 5 - 1 | San Martín (M) |
| Alvarado                | 1 - 4 | Villa Mitre    |

| Huracán (SR)   | 2 - 2 | Alvarado                |
| Villa Mitre    | 1 - 1 | Germinal                |
| San Martín (M) | 0 - 1 | Independiente Rivadavia |
| Cipolletti     | 4 - 1 | Olimpo                  |

| Cipolletti              | 3 - 2 | Huracán (SR)   |
| Olimpo                  | 5 - 3 | San Martín (M) |
| Independiente Rivadavia | 3 - 0 | Villa Mitre    |
| Germinal                | 3 - 0 | Alvarado       |

#### Zona B
| Pos | Equipo                   | Pts | PJ | PG | PE | PP | GF | GC | Dif |
| --- | ------------------------ | --- | -- | -- | -- | -- | -- | -- | --- |
| 1.º | Juventud Antoniana       | 25  | 14 | 8  | 1  | 5  | 35 | 17 | 18  |
| 2.º | Concepción FC            | 23  | 14 | 7  | 2  | 5  | 30 | 19 | 11  |
| 3.º | Chaco For Ever           | 23  | 14 | 6  | 5  | 3  | 23 | 22 | 1   |
| 4.º | Gimnasia y Esgrima (CdU) | 22  | 14 | 6  | 4  | 4  | 25 | 19 | 6   |
| 5.º | Desamparados             | 21  | 14 | 6  | 3  | 5  | 23 | 27 | -4  |
| 6.º | Estudiantes (RCu)        | 19  | 14 | 6  | 1  | 7  | 19 | 19 | 0   |
| 7.º | General Paz Juniors      | 14  | 14 | 4  | 2  | 8  | 16 | 27 | -11 |
| 8.º | Juventud Alianza         | 10  | 14 | 2  | 4  | 8  | 8  | 29 | -21 |

| Clasifica a la tercera fase |

| Gimnasia (CdU)     | 1 - 0 | Estudiantes (RC)    |
| Juventud Antoniana | 3 - 0 | General Paz Juniors |
| Desamparados       | 3 - 0 | Juventud Alianza    |
| Chaco For Ever     | 1 - 1 | Concepción FC       |

| Concepción FC       | 2 - 1 | Gimnasia (CdU)     |
| Juventud Alianza    | 0 - 2 | Chaco For Ever     |
| General Paz Juniors | 5 - 2 | Desamparados       |
| Estudiantes (RC)    | 1 - 0 | Juventud Antoniana |

| Gimnasia (CdU) | 1 - 0 | Juventud Antoniana  |
| Desamparados   | 2 - 0 | Estudiantes (RC)    |
| Chaco For Ever | 0 - 0 | General Paz Juniors |
| Concepción FC  | 4 - 0 | Desamparados        |

| Juventud Alianza    | 0 - 0 | Gimnasia (CdU)      |
| General Paz Juniors | 0 - 2 | Concepción FC       |
| Estudiantes (RC)    | 0 - 2 | Chaco For Ever      |
| Juventud Alianza    | 4 - 1 | General Paz Juniors |

| Gimnasia (CdU)   | 1 - 1 | Desamparados        |
| Chaco For Ever   | 2 - 1 | Juventud Antoniana  |
| Concepción FC    | 0 - 0 | Estudiantes (RC)    |
| Juventud Alianza | 2 - 0 | General Paz Juniors |

| General Paz Juniors | 1 - 1 | Desamparados     |
| Estudiantes (RC)    | 2 - 0 | Juventud Alianza |
| Juventud Antoniana  | 2 - 0 | Concepción FC    |
| Desamparados        | 1 - 3 | Chaco For Ever   |

| Gimnasia (CdU)      | 2 - 4 | Chaco For Ever     |
| Concepción FC       | 4 - 1 | Desamprados        |
| Juventud Alianza    | 1 - 1 | Juventud Antoniana |
| General Paz Juniors | 2 - 1 | Estudiatnes (RC)   |

| Estudiantes (RC)    | 1 - 2 | Gimnasia (CdU)     |
| General Paz Juniors | 1 - 2 | Juventud Antoniana |
| Juventud Alianza    | 0 - 0 | Desamparados       |
| Concepción FC       | 4 - 0 | Chaco For Ever     |

| Gimnasia (CdU)     | 1 - 0 | Concepción FC       |
| Chaco For Ever     | 0 - 0 | Juventud Alianza    |
| Desamparados       | 2 - 1 | General Paz Juniors |
| Juventud Antoniana | 4 - 0 | Estudiantes (RC)    |

| Juventud Antoniana  | 4 - 1 | Gimnasia (CdU) |
| Estudiantes (RC)    | 4 - 1 | Desamparados   |
| General Paz Juniors | 5 - 2 | Chaco For Ever |
| Juventud Alianza    | 3 - 2 | Concepción FC  |

| Gimnasia (CdU) | 4 - 0 | Juventud Alianza    |
| Concepción FC  | 3 - 0 | General Paz Juniors |
| Chaco For Ever | 2 - 0 | Estudiantes (RC)    |
| Desamparados   | 2 - 1 | Juventud Antoniana  |

| Desamparados        | 3 - 2 | Gimnasia (CdU)   |
| Juventud Antoniana  | 4 - 1 | Chaco For Ever   |
| Estudiantes (RC)    | 5 - 1 | Concepción FC    |
| General Paz Juniors | 1 - 0 | Juventud Alianza |

| Gimnasia (CdU)   | 5 - 0 | General Paz Juniors |
| Juventud Alianza | 2 - 3 | Estudiantes (RC)    |
| Concepción FC    | 6 - 2 | Juventud Antoniana  |
| Chaco For Ever   | 1 - 1 | Desamparados        |

| Chaco For Ever     | 3 - 3 | Gimnasia (CdU)      |
| Desamparados       | 3 - 1 | Concepción FC       |
| Juventud Antoniana | 7 - 0 | Juventud Alianza    |
| Estudiantes (RC)   | 2 - 0 | General Paz Juniors |

### Zona permanencia
La "zona permanencia" estaba conformada por los 16 equipos clasificados de la fase previa, divididos en 2 zonas. En cada zona, cada equipo jugaba dos veces contra los otros, una vez de local, y otra de visitante. Los partidos finalizaban a cabo de los 90 minutos, dando 3 puntos al ganador, 1 en caso de empate y 0 en caso de perder. 

#### Zona C
La "Zona C" tuvo un equipo menos de lo programado por la renuncia al torneo por parte de Estación Quequén.
| Pos | Equipo                        | Pts | PJ | PG | PE | PP | GF | GC | Dif |
| --- | ----------------------------- | --- | -- | -- | -- | -- | -- | -- | --- |
| 1.º | Aldosivi                      | 30  | 12 | 10 | 0  | 2  | 22 | 9  | 13  |
| 2.º | CAI                           | 20  | 12 | 6  | 2  | 4  | 16 | 16 | 0   |
| 3.º | Deportivo Patagones           | 17  | 12 | 4  | 5  | 3  | 15 | 13 | 2   |
| 4.º | General Belgrano (Santa Rosa) | 17  | 12 | 4  | 5  | 3  | 10 | 10 | 0   |
| 5.º | Cultural Argentino            | 13  | 12 | 3  | 4  | 5  | 12 | 13 | -1  |
| 6.º | Grupo Universitario           | 11  | 12 | 3  | 2  | 7  | 15 | 17 | -2  |
| 7.º | Deportivo Roca                | 8   | 12 | 2  | 2  | 8  | 12 | 24 | -12 |
| 8.º | Estación Quequén              | —   | —  | —  | —  | —  | —  | —  | —   |

| Relegado a la tercera fase |

| General Belgrano (SR) | 1 - 0 | Grupo Universitario |
| Cultaural Argentino   | 1 - 1 | Deportivo Patagones |
| Aldosivi              | 2 - 1 | CAI                 |
| Libre: Deportivo Roca |       |                     |

| CAI                        | 1 - 1 | General Belgrano (SR) |
| Deportivo Patagones        | 0 - 3 | Aldosivi              |
| Deportivo Roca             | 1 - 2 | Cultural Argentino    |
| Libre: Grupo Universitario |       |                       |

| Cultural Argentino           | 0 - 0 | Grupo Universitario |
| Aldosivi                     | 5 - 1 | Deportivo Roca      |
| CAI                          | 1 - 2 | Deportivo Patagones |
| Libre: General Belgrano (SR) |       |                     |

| Deportivo Patagones       | 1 - 1 | General Belgrano (SR) |
| Deportivo Roca            | 0 - 1 | CAI                   |
| Grupo Universitario       | 1 - 2 | Aldosivi              |
| Libre: Cultural Argentino |       |                       |

| General Belgrano (SR) | 2 - 1 | Cultural Argentino  |
| CAI                   | 3 - 2 | Grupo Universitario |
| Deportivo Patagones   | 6 - 1 | Deportivo Roca      |
| Libre: Aldosivi       |       |                     |

| Deportivo Roca      | 3 - 1 | General Belgrano (SR) |
| Grupo Universitario | 0 - 1 | Deportivo Patagones   |
| Cultural Argentino  | 1 - 2 | Aldosivi              |
| Libre: CAI          |       |                       |

| CAI                        | 0 - 0 | Cultural Argentino  |
| General Belgrano (SR)      | 0 - 1 | Aldosivi            |
| Deportivo Roca             | 3 - 1 | Grupo Universitario |
| Libre: Deportivo Patagones |       |                     |

| Grupo Universitario   | 2 - 1 | General Belgrano (SR) |
| Deportivo Patagones   | 2 - 1 | Cultural Argentino    |
| CAI                   | 2 - 1 | Aldosivi              |
| Libre: Deportivo Roca |       |                       |

| General Belgrano (SR)      | 1 - 0 | CAI                 |
| Aldosivi                   | 2 - 1 | Deportivo Patagones |
| Cultural Argentino         | 2 - 0 | Deportivo Roca      |
| Libre: Grupo Universitario |       |                     |

| Grupo Universitario          | 1 - 2 | Cultural Argentino |
| Deportivo Roca               | 0 - 1 | Aldosivi           |
| Deportivo Patagones          | 0 - 2 | CAI                |
| Libre: General Belgrano (SR) |       |                    |

| General Belgrnao (SR)     | 0 - 0 | Deportivo Patagones |
| CAI                       | 2 - 1 | Deportivo Roca      |
| Aldosivi                  | 2 - 1 | Grupo Universitario |
| Libre: Cultural Argentino |       |                     |

| Cultural Argentino  | 1 - 1 | General Belgnrao (SR) |
| Grupo Universitario | 5 - 1 | CAI                   |
| Deportivo Roca      | 1 - 1 | Deportivo Patagones   |
| Libre: Aldosivi     |       |                       |

| General Belgrano (SR) | 0 - 0 | Deportivo Roca      |
| Deportivo Patagones   | 0 - 0 | Grupo Universitario |
| Aldosivi              | 1 - 0 | Cultural Argentino  |
| Libre: CAI            |       |                     |

| Aldosivi                   | 0 - 1 | General Belgrano (SR) |
| Cultural Argentino         | 1 - 2 | CAI                   |
| Grupo Universitario        | 2 - 1 | Deportivo Roca        |
| Libre: Deportivo Patagones |       |                       |

#### Zona D
| Pos | Equipo                 | Pts | PJ | PG | PE | PP | GF | GC | Dif |
| --- | ---------------------- | --- | -- | -- | -- | -- | -- | -- | --- |
| 1.º | Ferrocarril (C)        | 28  | 14 | 9  | 1  | 4  | 27 | 17 | 10  |
| 2.º | San Martín (F)         | 23  | 14 | 7  | 2  | 5  | 32 | 21 | 11  |
| 3.º | Unión Santiago         | 22  | 14 | 7  | 1  | 6  | 31 | 23 | 8   |
| 4.º | Patronato              | 22  | 14 | 7  | 1  | 6  | 21 | 18 | 3   |
| 5.º | Central Norte (Salta)  | 22  | 14 | 7  | 1  | 6  | 24 | 25 | -1  |
| 6.º | Guaraní Antonio Franco | 21  | 14 | 6  | 3  | 5  | 30 | 22 | 8   |
| 7.º | Villa Cubas            | 18  | 14 | 5  | 3  | 6  | 24 | 25 | -1  |
| 8.º | Andino                 | 5   | 14 | 1  | 2  | 11 | 11 | 49 | -38 |

| Relegado a la tercera fase |

| Patronato       | 2 - 1 | San Martín (F)    |
| Villa Cubas     | 4 - 0 | Andino            |
| Guaraní AF      | 2 - 0 | Unión Santiago    |
| Ferrocarril (C) | 2 - 0 | Central Norte (S) |

| Central Norte (S) | 0 - 0 | Patronato       |
| Unión Santiago    | 2 - 0 | Ferrocarril (C) |
| Andino            | 3 - 3 | Guaraní AF      |
| San Martín (F)    | 1 - 2 | Villa Cubas     |

| Patronato         | 2 - 1 | Villa Cubas    |
| Guaraní AF        | 0 - 4 | San Martín (F) |
| Ferrocarril (C)   | 2 - 1 | Andino         |
| Central Norte (S) | 3 - 2 | Unión Santiago |

| Unión Santiago | 2 - 0 | Patronato         |
| Andino         | 0 - 3 | Central Norte (S) |
| San Martín (F) | 0 - 1 | Ferrocarril (C)   |
| Villa Cubas    | 3 - 2 | Guaraní AF        |

| Patronato         | 3 - 0 | Guaraní AF     |
| Ferrocarril (C)   | 3 -   | Villa Cubas    |
| Central Norte (S) | 5 - 2 | San Martín (F) |
| Unión Santiago    | 5 - 1 | Andino         |

| Andino         | 2 - 1 | Patronato         |
| San Martín (F) | 7 - 1 | Unión Santiago    |
| Villa Cubas    | 2 - 0 | Central Norte (S) |
| Guaraní AF     | 2 - 1 | Ferrocarril (C)   |

| Patronato         | 2 - 0 | Ferrocarril (C) |
| Unión Santiago    | 0 - 0 | Villa Cubas     |
| Central Norte (S) | 1 - 0 | Guaraní AF      |
| Andino            | 1 - 2 | San Martín (F)  |

| Unión Santiago    | 2 - 1 | Guaraní AF      |
| San Martín (F)    | 4 - 1 | Patronato       |
| Andino            | 1 - 1 | Villa Cubas     |
| Central Norte (S) | 5 - 2 | Ferrocarril (C) |

| Patronato       | 1 - 0 | Central Norte (S) |
| Villa Cubas     | 3 - 3 | San Martín (F)    |
| Ferrocarril (C) | 1 - 0 | Unión Santiago    |
| Guaraní AF      | 5 - 0 | Andino            |

| Villa Cubas    | 1 - 0 | Patronato         |
| San Martín (F) | 1 - 1 | Guaraní AF        |
| Andino         | 1 - 5 | Ferrocarril (C)   |
| Unión Santiago | 5 - 0 | Central Norte (S) |

| Patronato         | 3 - 1 | Unión Santiago |
| Central Norte (S) | 4 - 1 | Andino         |
| Ferrocarril (C)   | 2 - 0 | San Martín (F) |
| Guaraní AF        | 5 - 2 | Villa Cubas    |

| Guaraní AF     | 2 - 0 | Patronato         |
| Villa Cubas    | 2 - 3 | Ferrocarril (C)   |
| Andino         | 0 - 6 | Unión Santiago    |
| San Martín (F) | 1 - 0 | Central Norte (S) |

| Ferrocarril (C)   | 1 - 1 | Guaraní AF     |
| Patronato         | 5 - 0 | Andino         |
| Unión Santiago    | 2 - 3 | San Martín (F) |
| Central Norte (S) | 2 - 1 | Villa Cubas    |

| Guaraní AF      | 6 - 1 | Central Norte (S) |
| San Martín (F)  | 3 - 0 | Andino            |
| Villa CUbas     | 2 - 3 | Unión Santiago    |
| Ferrocarril (C) | 4 - 1 | Patronato         |

## Tercera fase

### Zona campeonato
En esta fase se agregaron 2 equipos a la competencia, Almirante Brown de Arrecifes y Mataderos de Necochea, provenientes del Torneo Argentino B 1995-96.

#### Zona 1
| Pos | Equipo                  | Pts | PJ | PG | PE | PP | GF | GC | Dif |
| --- | ----------------------- | --- | -- | -- | -- | -- | -- | -- | --- |
| 1.° | Cipolletti              | 22  | 10 | 7  | 1  | 2  | 18 | 7  | 11  |
| 2.° | Germinal                | 19  | 10 | 6  | 1  | 3  | 23 | 7  | 16  |
| 3.° | Villa Mitre             | 16  | 10 | 5  | 1  | 4  | 12 | 15 | -3  |
| 4.° | Independiente Rivadavia | 14  | 10 | 4  | 2  | 4  | 12 | 14 | -2  |
| 5.° | Huracán (San Rafael)    | 8   | 10 | 3  | 2  | 5  | 11 | 15 | -4  |
| 6.° | Mataderos (N)           | 3   | 10 | 0  | 3  | 7  | 8  | 26 | -18 |

| Clasificado para la Final. |

| Independiente Rivadavia | 1 - 0 | Germinal      |
| Huracán (SR)            | 2 - 0 | Mataderos (N) |
| Villa Mitre             | 2 - 1 | Cipolletti    |

| Villa Mitre   | 1 - 0 | Independiente Rivadavia |
| Cipolletti    | 1 - 0 | Huracán (SR)            |
| Mataderos (N) | 0 - 0 | Germinal                |

| Independiente Rivadavia | 2 - 1 | Mataderos (N) |
| Germinal                | 1 - 0 | Cipolletti    |
| Huracán (SR)            | 2 - 0 | Villa Mitre   |

| Huracán (SR) | 1 - 2 | Independiente Rivadavia |
| Villa Mitre  | 2 - 1 | Germinal                |
| Cipolletti   | 2 - 1 | Mataderos (N)           |

| Independiente Rivadavia | 0 - 0 | Cipolletti   |
| Mataderos (N)           | 0 - 1 | Villa Mitre  |
| Germinal                | 3 - 0 | Huracán (SR) |

| Germinal     | 2 - 0 | Independiente Rivadavia |
| Huracán (SR) | 2 - 2 | Mataderos (N)           |
| Cipolletti   | 0 - 5 | Villa Mitre             |

| Independiente Rivadavia | 2 - 1 | Villa Mitre   |
| Huracán (SR)            | 2 - 1 | Cipolletti    |
| Germinal                | 8 - 0 | Mataderos (N) |

| Mataderos (N) | 3 - 3 | Independiente Rivadavia |
| Cipolletti    | 3 - 1 | Germinal                |
| Villa Mitre   | 0 - 0 | Huracán (SR)            |

| Independiente Rivadavia | 2 - 1 | Huracán (SR) |
| Germinal                | 0 - 3 | Villa Mitre  |
| Mataderos (N)           | 0 - 1 | Cipolletti   |

| Cipolletti   | 3 - 1 | Independiente Rivadavia |
| Villa Mitre  | 5 - 1 | Mataderos (N)           |
| Huracán (SR) | 1 - 4 | Germinal                |

#### Zona 2
| Pos | Equipo                   | Pts | PJ | PG | PE | PP | GF | GC | Dif |
| --- | ------------------------ | --- | -- | -- | -- | -- | -- | -- | --- |
| 1.° | Juventud Antoniana       | 21  | 10 | 6  | 3  | 1  | 16 | 9  | 7   |
| 2.° | Gimnasia y Esgrima (CdU) | 18  | 10 | 5  | 3  | 2  | 20 | 17 | 3   |
| 3.° | Almirante Brown (A)      | 14  | 10 | 3  | 5  | 2  | 18 | 8  | 10  |
| 4.° | Desamparados             | 14  | 10 | 4  | 2  | 4  | 17 | 21 | -4  |
| 5.° | Concepción FC            | 10  | 10 | 3  | 1  | 6  | 15 | 24 | -9  |
| 6.° | Chaco For Ever           | 5   | 10 | 1  | 2  | 7  | 14 | 21 | -7  |

| Clasificado para la Final. |

| Chaco For Ever | 0 - 3 | Juventud Antoniana  |
| Concepción FC  | 1 - 1 | Almirante Brown (A) |
| Gimnasia (CdU) | 3 - 2 | Desamparados        |

| Gimnasia (CdU)      | 2 - 1 | Chaco For Ever     |
| Desamparados        | 3 - 0 | Concepción FC      |
| Almirante Brown (A) | 1 - 1 | Juventud Antoniana |

| Chaco For Ever     | 1 - 1 | Almirante Brown (A) |
| Juventud Antoniana | 2 - 1 | Desamparados        |
| Concepción FC      | 2 - 4 | Gimnasia (CdU)      |

| Concepción FC  | 2 - 0 | Chaco For Ever      |
| Gimnasia (CdU) | 1 - 1 | Juventud Antoniana  |
| Desamparados   | 1 - 1 | Almirante Brown (A) |

| Chaco For Ever      | 7 - 1 | Desamparados   |
| Almirante Brown (A) | 0 - 1 | Gimnasia (CdU) |
| Juventud Antoniana  | 2 - 1 | Concepción FC  |

| Juventud Antoniana  | 1 - 0 | Chaco For Ever |
| Almirante Brown (A) | 4 - 0 | Concepción FC  |
| Desamparados        | 2 - 0 | Gimnasia (CdU) |

| Chaco For Ever     | 2 - 2 | Gimnasia (CdU)      |
| Concepción FC      | 2 - 4 | Desamparados        |
| Juventud Antoniana | 1 - 0 | Almirante Brown (A) |

| ALmirante Brown (A) | 5 - 1 | Chaco For Ever |
| Juventud Antoniana  | 1 - 1 | Desamparados   |
| Gimnasia (CdU)      | 4 - 3 | Concepción FC  |

| Chaco For Ever      | 2 - 1 | Concepción FC  |
| Juventud Antoniana  | 3 - 2 | Gimnasia (CdU) |
| Almirante Brown (A) | 4 - 0 | Desamparados   |

| Desamparados   | 2 - 1 | Chaco For Ever      |
| Gimnasia (CdU) | 1 - 1 | Almirante Brown (A) |
| Concepción FC  | 2 - 1 | Juventud Antoniana  |

### Zona permanencia
La Zona Permanencia estuvo compuesta por los 3 peores equipos de la segunda fase. La cantidad de descensos era 2, pero como Estación Quequén había abandonado, se lo descendió y ahora solo quedaba por resolverse el otro descenso. Se realizó un triangular final entre el 22 de abril y el 26 de mayo.
Como en las fases previas, los partidos se jugaron a ida y vuelta, y duraban 90 minutos. La cantidad de puntos otorgados fue la misma que en las fases previas (3 por ganar, 1 por empatar, 0 por perder).
| Pos | Equipo           | Pts | PJ | PG | PE | PP | GF | GC | Dif |
| --- | ---------------- | --- | -- | -- | -- | -- | -- | -- | --- |
| 1.º | Deportivo Roca   | 7   | 4  | 2  | 1  | 1  | 6  | 2  | 4   |
| 2.º | Villa Cubas      | 5   | 4  | 1  | 2  | 1  | 8  | 5  | 3   |
| 3.º | Andino           | 4   | 4  | 1  | 1  | 2  | 4  | 11 | -7  |
| 4.º | Estación Quequén | —   | —  | —  | —  | —  | —  | —  | —   |

| Descendió al Argentino B. |

| Deportivo Roca | 0 - 0 | Villa Cubas |
| Libre: Andino  |       |             |

| Andino             | 1 - 0 | Deportivo Roca |
| Libre: Villa Cubas |       |                |

| Villa Cubas           | 2 - 2 | Andino |
| Libre: Deportivo Roca |       |        |

| Villa Cubas   | 1 - 2 | Deportivo Roca |
| Libre: Andino |       |                |

| Deportivo Roca     | 4 - 0 | Andino |
| Libre: Villa Cubas |       |        |

| Andino                | 1 - 5 | Villa Cubas |
| Libre: Deportivo Roca |       |             |

## Final
| Local                                                                                          | Resultado | Visitante          | Estadio                              | Fecha               |
| ---------------------------------------------------------------------------------------------- | --------- | ------------------ | ------------------------------------ | ------------------- |
| Centro Juventud Antoniana                                                                      | 0 - 0     | Club Cipolletti    | Fray Honorato Pistoia "El Santuario" | 30 de junio de 1996 |
| Club Cipolletti                                                                                | 0 - 1     | Juventud Antoniana | La Visera de Cemento                 | 7 de julio de 1996  |
| Juventud Antoniana se consagró campeón con un global de 1-0 y ascendió a la Primera B Nacional |           |                    |                                      |                     |

## Otros ascensos
Debido a una reestructuración que iba a sufrir la segunda división para la próxima temporada 1996/97, se agregaron más plazas de ascenso, llegando a un total de seis. Una plaza ya estaba ocupada, por el flamante nuevo campeón Centro Juventud Antoniana, otra plaza se la dieron al finalista del torneo, el Club Cipolletti, ahora quedaban restar cuatro ascensos más.
El Club Atlético Chaco For Ever fue invitado a participar de la siguiente edición de la B Nacional y, para completar la nómina, se le otorgó la posibilidad de las tres plazas a Mar del Plata, Bahía Blanca y Entre Ríos. Se resolvió que se jugasen tres finales para lograr el ascenso.
| Aldosivi                                         | 2 - 0 | Alvarado |
| Alvarado                                         | 0 - 2 | Aldosivi |
| Aldosivi obtuvo el ascenso con un global de 4-0. |       |          |

| Olimpo                                                                      | 1 - 0 | Villa Mitre |
| Villa Mitre                                                                 | 2 - 1 | Olimpo      |
| Ante igualdad de puntos y diferencia de goles se disputó un tercer partido. |       |             |
| Olimpo                                                                      | 2 - 0 | Villa Mitre |
| Olimpo obtuvo el ascenso.                                                   |       |             |

| Patronato                                                                 | 1 - 2 | Gimnasia (CdU) |
| Gimnasia (CdU)                                                            | 2 - 1 | Patronato      |
| Gimnasia (Concepción del Uruguay) obtuvo el ascenso con un global de 4-2. |       |                |